# سگ‌ماهی مخملی درازبینی
سگ‌ماهی مخملی درازبینی (نام علمی: Centroselachus crepidater) نام یک گونه از شاخه طنابداران است.